# Camptotypus flavicaput
Camptotypus flavicaput är en stekelart som först beskrevs av Morley 1914.  Camptotypus flavicaput ingår i släktet Camptotypus och familjen brokparasitsteklar. Inga underarter finns listade.